# La casa del destino
La casa del destino (Fools of Fortune) è un film britannico del 1990 diretto da Pat O'Connor.